# Ligne de Saint-Étienne-Le Clapier à La Béraudière
La ligne de Saint-Étienne-Le Clapier à La Béraudière est une ancienne ligne de chemin de fer française à écartement standard et à voie unique administrée par la Compagnie des chemins de fer de Paris à Lyon et à la Méditerranée (PLM) qui permettait de relier la gare de Saint-Étienne-Le Clapier à La Béraudière. Seule portion subsistante du Chemin de fer de Montrambert, la ligne sert uniquement au transport du charbon extrait de quelques puits de la Compagnie des Mines de Montrambert. Elle comporte un plan incliné permettant de gravir une rampe de 40 ‰ dès le début de la ligne.
En raison des effondrements dus au travaux de fond dans les mines, un des tunnels du premier tracé de la ligne doit être renforcé et la traction électrique est alors expérimentée par le PLM dès 1894. La ligne est malgré tout abandonnée en 1897 alors que le PLM inaugure la ligne détournée de Saint-Étienne-Bellevue à La Béraudière. Cette dernière, bien que plus longue, ne comporte pas de souterrain et est donc moins soumise aux aléas dus aux travaux miniers. Ce nouveau tracé garde selon les sources le nom de ligne de Saint-Étienne-le-Clapier à La Béraudière ou devient la ligne de Saint-Étienne-Bellevue à Montmartre. Elle intègre le réseau ferré national (RFN) sous la numérotation 799 000. Les deux tracés sont embranchés sur la ligne de Saint-Georges-d'Aurac à Saint-Étienne-Châteaucreux.

## Chemin de fer de Montrambert
La Compagnie des Mines de Montrambert et du quartier Gaillard exploite de nombreux puits miniers appartenant au bassin houiller de la Loire. La concession minière de cette compagnie est située au Sud-Ouest de Saint-Étienne, sur les contreforts de la vallée de l'Ondaine. Cette région devient en parallèle le berceau des premières lignes de chemin de fer en France avec l'ouverture des lignes de Saint-Étienne à Andrézieux (1827), de Saint-Étienne à Lyon (1832) et d'Andrézieux à Roanne (1833).

### Projets
C'est dans ce contexte que deux projets émergent avant 1840 pour desservir les puits miniers de la Compagnie des Mines de Montrambert. Le premier projet est esquissé par la Compagnie elle-même et prévoit un raccordement à la ligne de Saint-Étienne à Lyon près de l'embarcadère de Bérard. Le second projet est dessiné par la Compagnie du chemin de fer de Saint-Étienne à la Loire et prévoit un embranchement à son propre réseau et à celui de la Compagnie du Chemin de fer de la Loire, d’Andrézieux à Roanne. Ce dernier projet prévoit une exploitation simplifiée avec deux plans inclinés seulement contre quatre sur la ligne envisagée par la Compagnie des Mines de Montrambert et des rampes moins fortes avec des pourcentages de 50 ‰ contre 80 ‰ à 90 ‰. La Compagnie du chemin de fer de Saint-Étienne à la Loire s'intéresse à la construction de cette ligne afin d'accueillir sur son réseau les acheminements du charbon extrait des puits de la vallée de l'Ondaine et les frais qui en découlent.
Consciente des failles de son projet, la Compagnie des Mines de Montrambert décide finalement d'acheter le projet de tracé établi par la Compagnie du chemin de fer de Saint-Étienne à la Loire. Cette cession est enterinée à condition qu'un embranchement avec la ligne de la Compagnie du chemin de fer de Saint-Étienne à la Loire soit établi au lieu-dit du Treuil et que les wagons en provenance ou à destination de Montrambert soient soumis à un droit de passage. Un traité est signé à cet effet le 24 août 1843 après que la ligne a été concédée à la Compagnie des Mines de Montrambert et du quartier Gaillard par une ordonnance royale datée du 2 avril 1843 pour une durée de 99 ans,.

### Construction et tracé
La construction de l'embranchement de Montrambert dure deux ans. Contrairement au tracé initialement projeté, la ligne de Montrambert est embranchée directement à la ligne de Saint-Étienne à Lyon au lieu-dit du Gagne-Petit suite à un accord passé avec la Compagnie du chemin de fer de Saint-Étienne à Lyon le 3 février 1844. Un branchement indirect sur la ligne d'Andrézieux avec rebroussement est tout de même installé,. Ce revirement entraîne une querelle entre la Compagnie du Chemin de fer de la Loire, d’Andrézieux à Roanne d'une part et entre la Compagnie des Mines de Montrambert et la Compagnie du chemin de fer de Saint-Étienne à Lyon d'autre part. En 1851, un raccordement direct sur la ligne d'Andrézieux est mis en place afin de résoudre la querelle. L'embranchement est ouvert à l'exploitation par sections au cours de l'année 1846. La ligne à voie unique est longue d'environ 7 km.

### Exploitation

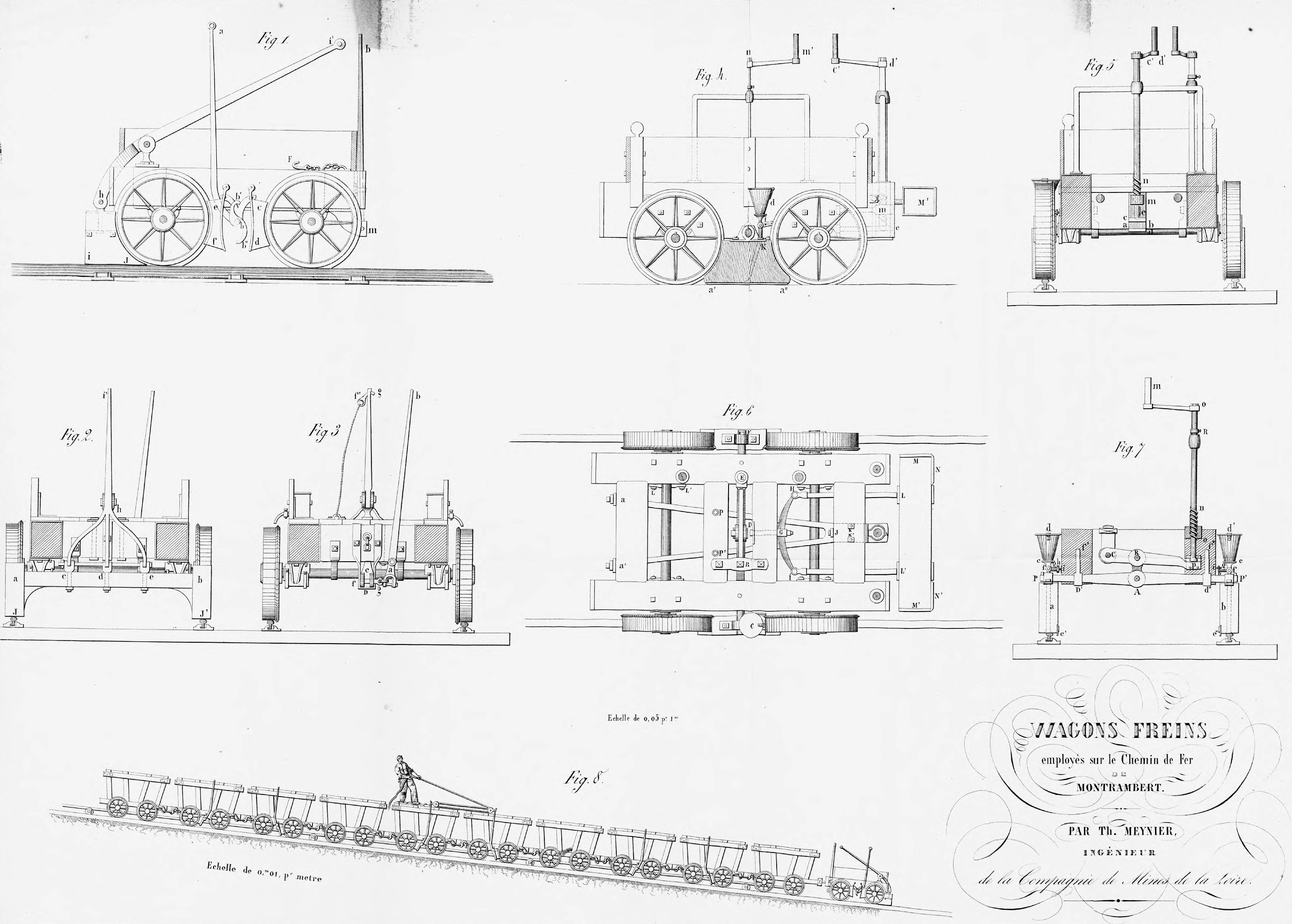
Wagons-freins et wagons à houille utilisés sur l'embranchement vers 1847.

L'embranchement de Montrambert est destiné au transport de marchandises et de produits miniers en particulier. Le transport des voyageurs est explicitement interdit en raison de la présence de plans inclinés sur le tracé.

### Concessions
En 1850, l'embranchement de Montrambert est vendu par la Compagnie des Mines de Montrambert à la Compagnie du chemin de fer de Saint-Étienne à Lyon. L'embranchement connaît de 1851 à 1857 plusieurs concessionnaires à la suite des nombreuses réorganisations entre les compagnies ferroviaires. En septembre 1853, la Compagnie du chemin de fer de Saint-Étienne à Lyon est intégrée à la Compagnie des chemins de fer de jonction du Rhône à la Loire, elle-même absorbée en décembre 1853 par la Compagnie du chemin de fer Grand-Central de France. Le Grand-Central est démantelé en juin 1857 et ses lignes orientales sont intégrées à la Compagnie des chemins de fer de Paris à Lyon et à la Méditerranée (PLM), produit de la fusion des compagnies du Paris-Lyon et du Lyon-Méditerranée.
L'ouverture de la section entre Saint-Étienne et Firminy de la ligne de Saint-Georges-d'Aurac à Saint-Étienne-Châteaucreux en mai 1859 rend désuète la section entre La Béraudière et Montrambert et cette partie de la ligne est alors déférée et le plan incliné supprimé,. Le puits de Montrambert est dès lors embranché sur cette nouvelle ligne vers La Ricamarie,. De même, la section entre l'embarcadère de Bérard et Le Clapier est supprimée. L'embranchement de Montrambert est relié à la ligne de Saint-Georges-d'Aurac à Saint-Étienne-Châteaucreux en gare du Clapier et devient ainsi ligne de Saint-Étienne-le-Clapier à La Béraudière du PLM.

## Premier tracé
Vers 1881, la traction hippomobile est remplacée par des locomotives à vapeur. En raison des travaux de fond et des affaissements du terrain, les structures des tunnels de Montmartre et de La Béraudière sont rendues instables. En novembre 1878, l'entrée sud-ouest du tunnel de La Béraudière s'effondre ce qui entraîne huit jours d'interruption de l'exploitation.

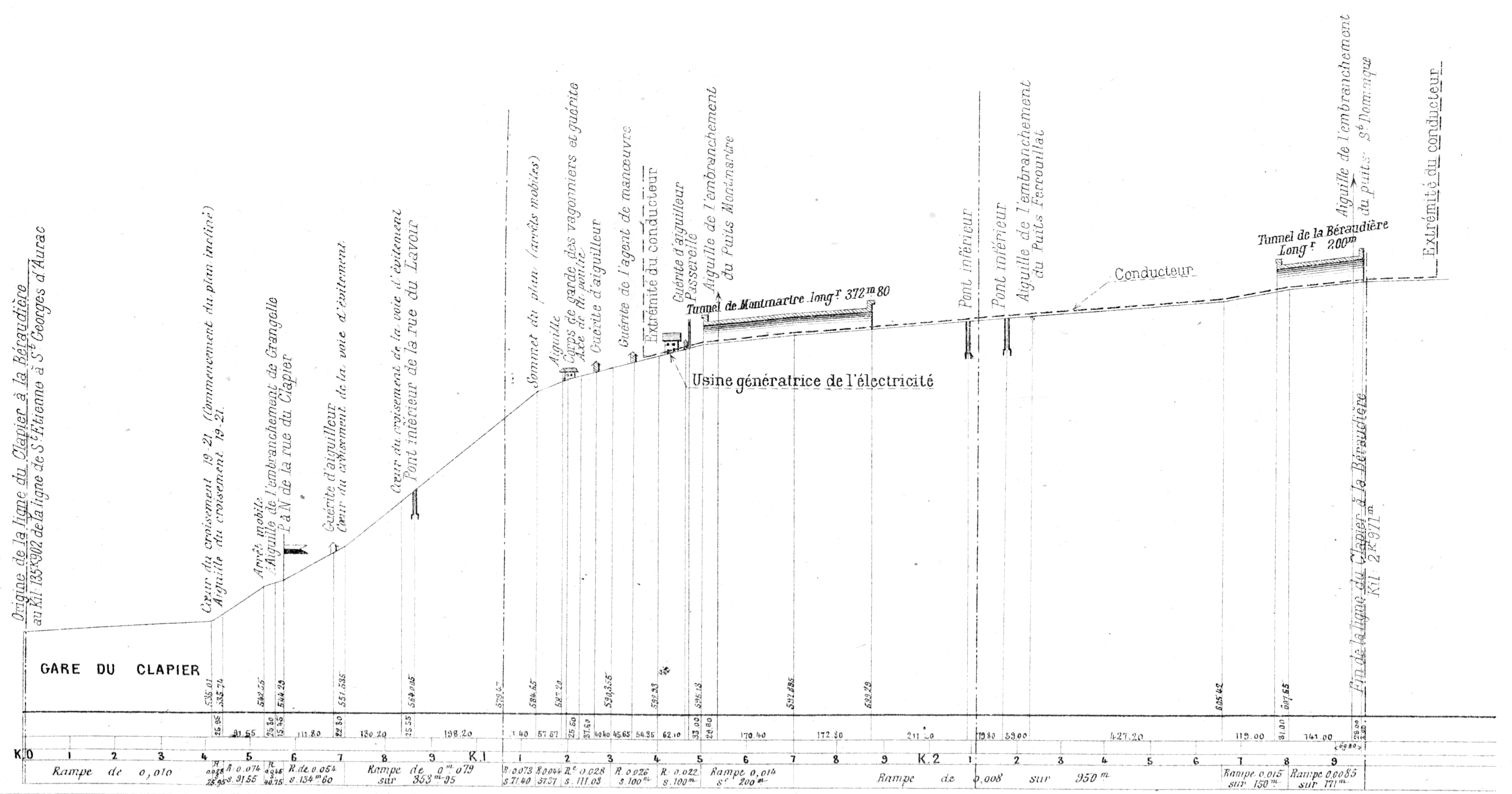
Profil de la ligne.

Le parcours valonné et particulièrement le plan incliné sont la source de quelques accidents relatés par la presse locale stéphanoise. Un accident grave se produit en avril 1883 lorsqu'une locomotive tractant une rame de wagons vides ne freine pas à temps avant le début du plan incliné, percute des wagons vides qui y étaient stationnés puis dévale l'intégralité de la pente sans pouvoir s'arrêter,. Le chauffeur de la locomotive et les serre-frein sautent et ont la vie sauve mais le mécanicien, qui est resté à son poste dans l'espoir d'arrêter à temps sa machine, meurt après avoir été projeté violemment alors que la locomotive percutait un mur. Un accident moins dramatique se produit le 15 février 1897 lorsqu'une rupture d'attelage conduit six wagons à dévaler la pente du plan incliné et à s'écraser en bas sur une voie en cul-de-sac,.

### Électrification
En 1893, le tunnel de Montmartre menace de s'effondrer en raison des affaissements miniers. Un étaiement est alors mis en place dans le tunnel sur 150 m mais la réduction du gabarit qu'il entraîne ne permet plus aux locomotives à vapeur de circuler sur la ligne. Le PLM décide alors d'expérimenter sur la ligne la traction électrique sous la supervision de l'ingénieur Louis Auvert. Le système est conçu en quelques semaines seulement.

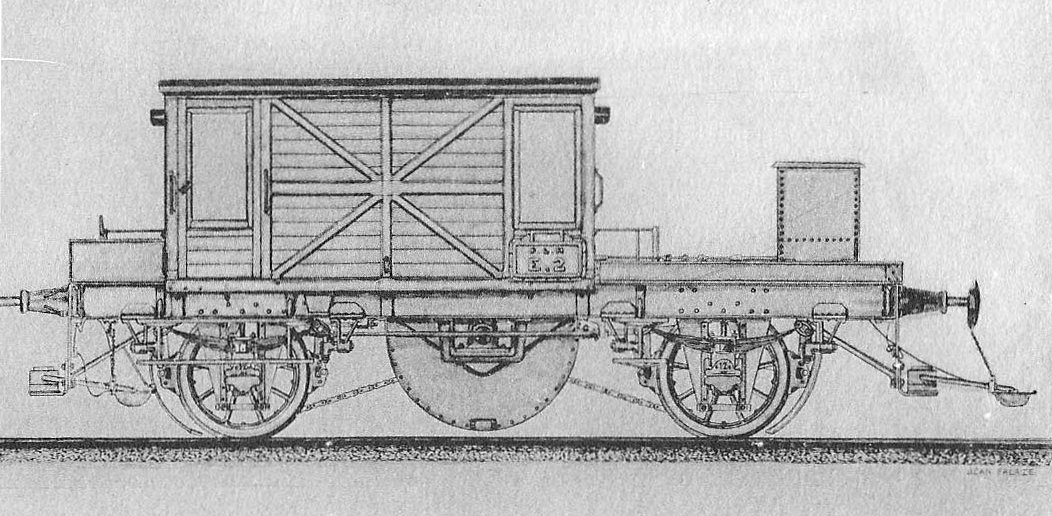
Locomotive électrique B E 2.
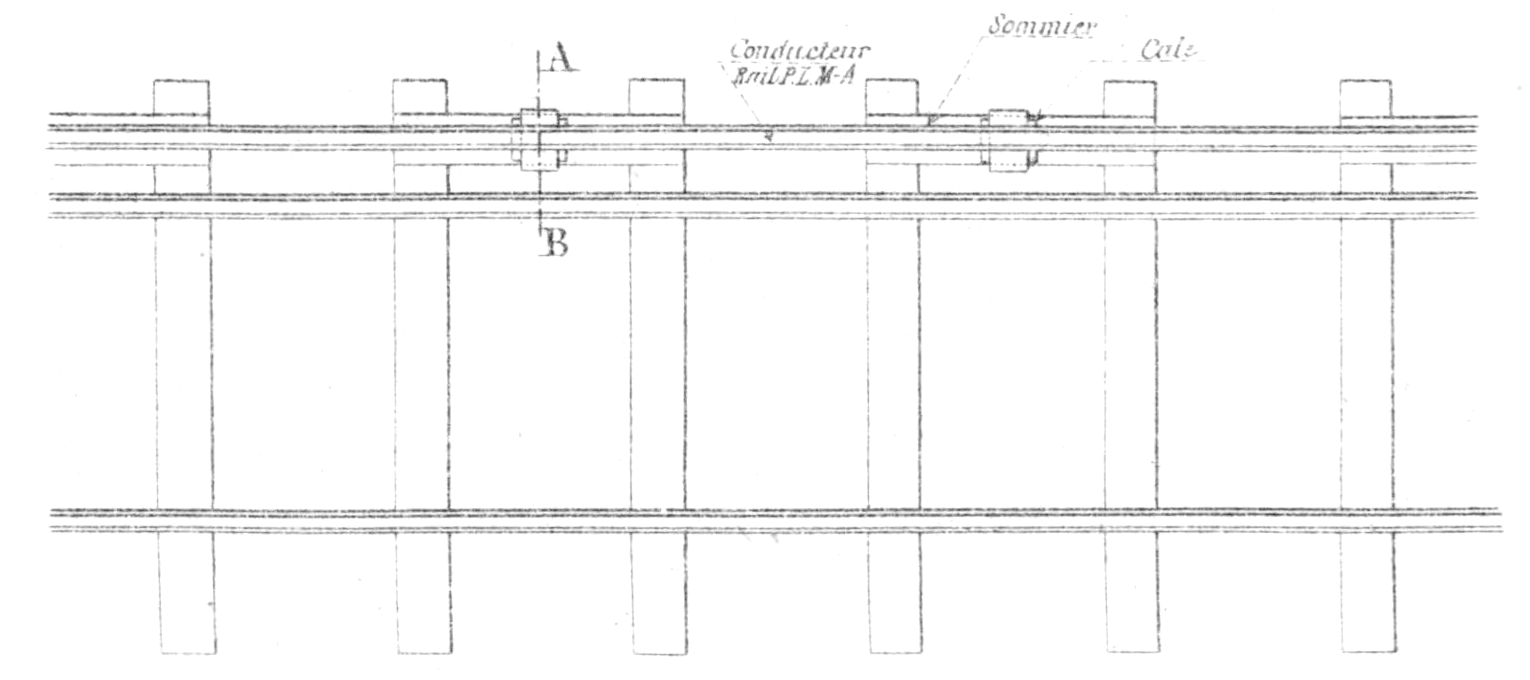
Vue de dessus du troisième rail.
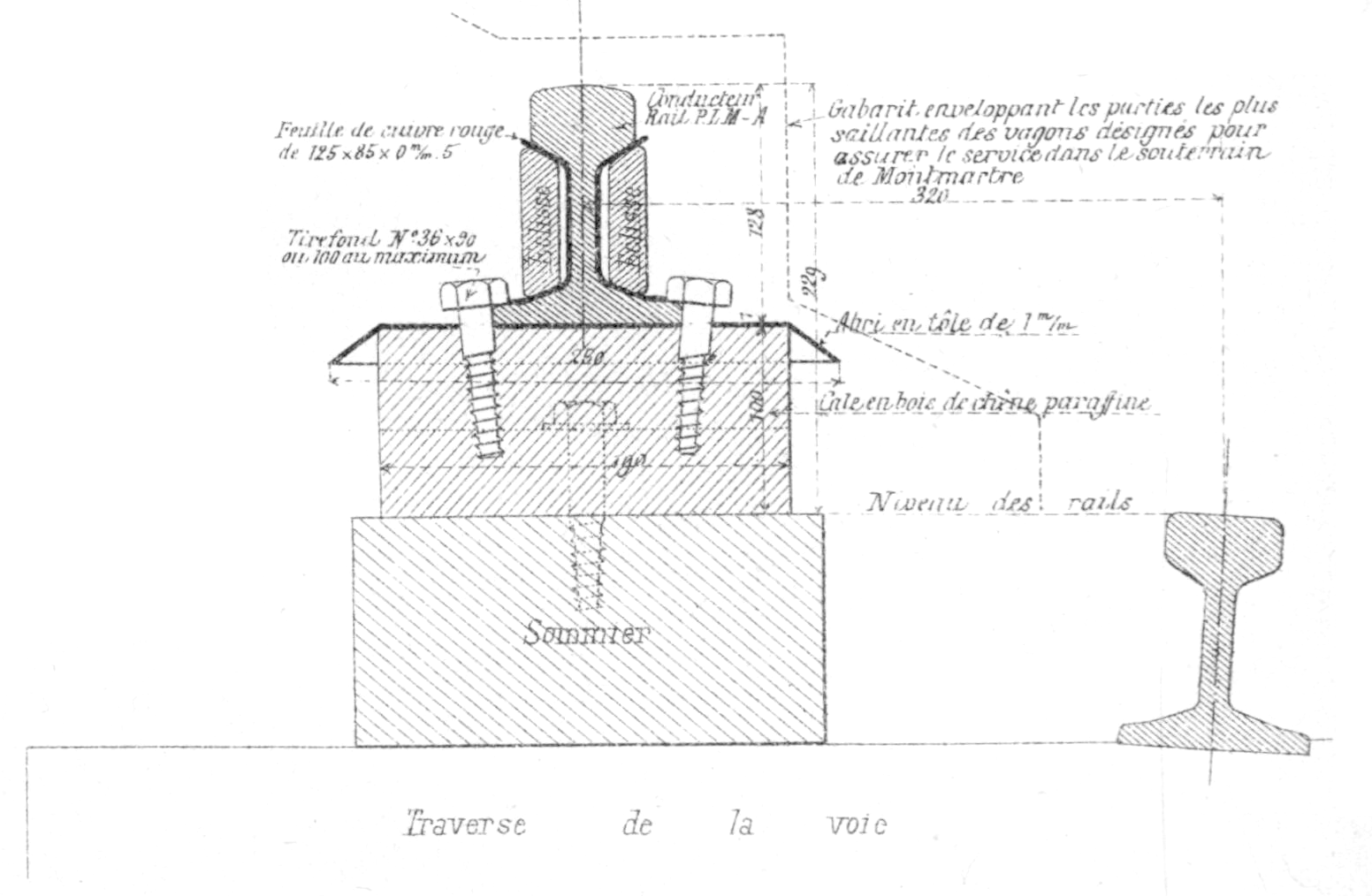
Vue en coupe du troisième rail.
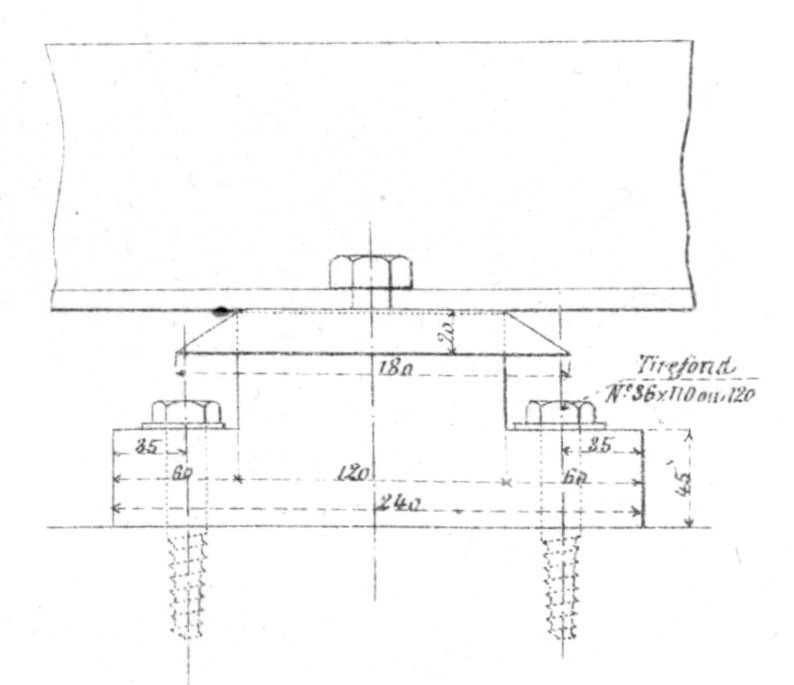
Vue de profil du troisième rail.

La ligne est équipée d'un troisième rail entre Montmartre et le puits Saint-Dominique et une usine de production d'électricité est mise en place à proximité des voies. L'énergie nécessaire à l'alimentation du troisième rail est produite à l'aide d'une ancienne chaudière de locomotive Crampton. Une locomotive électrique est alors spécialement construite par Hillairet-Huguet sur la base d'un ancien fourgon. Elle reçoit l'immatriculation E 2. Offrant une puissance et une vitesse limitées — respectivement 30 ch et 8 km/h —, cette locomotive assure néanmoins un service satisfaisant entre janvier 1894 et mai 1896. Il s'agit de la première mise en exploitation commerciale de la traction électrique par une des anciennes compagnies en France.

### Abandon du tracé initial
Consciente du danger que représente le plan incliné de la ligne et face à l'affaissement inéluctable de certaines sections de la ligne, le PLM décide vers 1893 d'étudier un nouveau trajet plus sûr et aux rampes moins raides. La Compagnie présente en 1895 un nouveau tracé sans tunnel et employant uniquement des voies en surface. Par la même occasion, le profil plus facile de ce nouveau tracé évite l'utilisation d'un plan incliné.

### Déclassement
- 19 octobre 1967 : sections de Saint-Étienne-Le Clapier à Montmartre et de Montmartre à La Chauvetière[15].

## Second tracé
Alors que le tunnel de Montmartre menace toujours de s'effondrer, le PLM décide d'étudier un nouveau tracé uniquement en surface pour la ligne. Un décret présidentiel du 10 août 1896 déclare d'utilité publique l'établissement de ce nouveau tracé et le concède au PLM. Cette nouvelle ligne est ouverte à l'exploitation le 23 août 1897 qui est également le jour de fermeture de l'ancien tracé.
L'embranchement de cette nouvelle ligne avec la ligne de Saint-Georges-d'Aurac à Saint-Étienne-Châteaucreux se situe plus au sud à proximité de la gare de Saint-Étienne-Bellevue. Le nouveau tracé mesure près du double de la longueur de l'ancienne ligne avec une longueur de 3,693 km. La ligne rejoint l'ancien tracé au lieu-dit de La Chauvetière à proximité de la gare de La Béraudière et du puits Ferrouillat. Le tunnel de La Béraudière reste emprunté pour l'accès à l'embranchement du puits Saint-Dominique si bien que le PLM doit le consolider vers 1910. Le tunnel de Monmartre est quant à lui comblé et des heurtoirs finissent par être installés à l'extrémité de l'embranchement de Montmartre.
La gare de La Béraudière reste uniquement ouverte à l'expédition des agglomérés de houille, de la coke et de la houille. L'allongement du trajet conduit le PLM à augmenter les frais perçus pour le transport du charbon malgré les protestations des compagnies minières desservies. La ligne intègre le RFN sous la numérotation 799 000. La traction y est assurée par des locomotives à vapeur.
La ligne est abandonnée au début des années 1960 à mesure que les puits alentours sont fermés,. En 1964, le tunnel de La Béraudière est comblé et la ligne est progressivement déferrée. Il reste peu de traces de la ligne aujourd'hui et elle est en partie recouverte par l'urbanisation stéphanoise. Un projet de construction de voie verte existe toutefois sur une partie du parcours.

### Déclassement
- 7 décembre 1965 : section de La Béraudière à Montmartre[24] ;
- 20 mars 1978 : section de La Chauvetière à La Béraudière[25].

Le statut de la section entre Bellevue et La Chauvetière n'est pas formellement établi. L'ensemble du tracé est toutefois déferré.

## Matériel roulant
- 020 T 3814 à 3816 puis 5698 à 5700 : locomotives-tender à deux essieux construites pour la ligne de Belleville à Beaujeu en 1869 et rattachées au dépôt de Saint-Étienne en 1880. Elles circulent sur la ligne du Clapier à La Béraudière jusqu'en 1898[26],[27] ;
- B E 2 : locomotive électrique construite par Hillairet-Huguet en 1893 qui assure de 1894 à 1896 la desserte de la ligne en raison du renforcement de la structure du tunnel de Montmartre[28].